# مايكل كوهين
مايكل كوهن (مواليد 25 أغسطس 1966) (بالإنجليزية: Michael Cohen)‏ هو محام أمريكي عمل لمصلحة دونالد ترامب منذ العام 2006 وحتى مايو 2018، وبعدها بشهر بدأ تحقيق فيدرالي ضده. أدى التحقيق إلى اعترافه بتهم عدة تتعلق بمخالفات تمويل الحملات الانتخابية والتزوير الضريبي والتزوير المصرفي. وفي بيانه أمام المحكمة أشار مايكل كوهن إلى أنه خالف قوانين تمويل الحملات الانتخابية بالتنسيق مع وبتوجيه مرشح لمنصب فيدرالي"، قاصدًا دونالد ترامب، وذلك لغرض رئيسي هو التأثير على انتخابات 2016.
سبق لكوهن العمل نائب رئيس لمنظمة ترامب، وكان مستشارًا خاصًا لترمب، وكان أيضًا رئيسًا مشاركًا لترامب إنترتينمنت، وكذلك كان عضوًا في مجلس إدارة مؤسسة إريك ترامب، وهي منظمة خيرية لصحة الأطفال.
بثت منافذ إعلامية عدة مقطعًا صوتيًا مسجلًا عثرت عليه فريق مكتب التحقيقات الفيدرالية الأمريكية، والتسجيل يظهر دونالد ترامب ومايكل كوهن يتناقشان حول دفع مبلغ مالي لشراء حقوق قصة كارين مكدوجال، عارضة بلاي بوي، التي يُدعى أن دونالد ترامب أقام معها علاقة جنسية.

## وصلات خارجية
- مايكل كوهين على موقع IMDb (الإنجليزية)
- مايكل كوهين على موقع قاعدة بيانات الفيلم (الإنجليزية)

1. ↑   http://www.tabletmag.com/jewish-news-and-politics/207978/trumps-jews. {{استشهاد ويب}}: |url= بحاجة لعنوان (مساعدة) والوسيط |title= غير موجود أو فارغ (من ويكي بيانات) (مساعدة)
2. ↑  "محامي ترامب السابق يعترف بثماني تهم بينها خرق قوانين تمويل حملات انتخابية". فرنسا 24. 22 أغسطس 2018. مؤرشف من الأصل في 2018-08-23. اطلع عليه بتاريخ 2018-08-22.
3. ↑  "بث تسجيل لترامب ومحاميه ناقشا فيه دفع أموال لعارضة بلاي بوي كارين ماكدوغال". بي بي سي عربي. 25 يوليو 2018. مؤرشف من الأصل في 2019-03-21. اطلع عليه بتاريخ 2018-08-22.